# Filippo Crepaldi
Filippo Crepaldi (Rovigo, 19 febbraio 1992) è un giocatore di baseball italiano.

## Carriera

### Club
Cresciuto nel vivaio del BSC Rovigo, esordisce in prima squadra in Serie B a 16 anni. Nel 2012 con la formazione veneta lotta per il primo posto in Serie A Federale, che però è appannaggio di Reggio Emilia. È proprio questa squadra ad assicurarsi le prestazioni di Crepaldi per l'IBL 2013.
Reggio non è però in grado di rimanere in massima serie anche nella stagione successiva e il rodigino approda così alla Fortitudo campione d'Europa. Appena ingaggiato, partecipa alle 2013 Asia Series. Già alla prima annata diventa campione d'Italia, titolo che con i felsinei conquista per altre quattro volte, insieme a tre Coppe Italia e una Coppa Europa.

### Nazionale
Esordisce con la nazionale azzurra in occasione degli Europei 2014, persi dall’Italia in finale contro i Paesi Bassi. Da allora è diventato un membro stabile della nazionale, partecipando anche al World Baseball Classic 2017.

## Palmarès

### Club
- Campionati italiani: 6

Bologna: 2014, 2016, 2018, 2019, 2020, 2023
- Coppe Italia: 4
- Bologna: 2015, 2017, 2018, 2022

- European Champions Cup: 1

Bologna: 2019